# Rauno Korpi
Temple de la renommée finlandais : 2005
Rauno Korpi (né le 25 juin 1961 à Tampere en Finlande) est un entraîneur professionnel finlandais de hockey sur glace. Il est le père de Kiira Korpi.

## Biographie
De 1974 à 1992, Korpi dirige le Tappara Tampere dans la SM-sarja puis la SM-liiga. L'équipe remporte le Kanada-malja en 1982, 1986, 1987 et 1988. Il a entraîné le TuTo Turku dans la I divisionnaa en 1992-1993 puis part en Autriche à la tête du Klagenfurter AC. Il revient au Tappara de 1997 à 1999 avant une dernière saison dans le LNA avec l'EV Zoug.
Il a entraîné l'Équipe de Finlande masculine en senior et junior ainsi que la sélection féminine. Il a mené les féminines à la médaille de bronze au Championnat du monde 1997 et aux Jeux olympiques de 1998.

## Trophées et honneurs personnels

### SM-liiga
- 1982 : remporte le Trophée Kalevi-Numminen.
- 1986 : remporte le Trophée Kalevi-Numminen.
- 1987 : remporte le Trophée Kalevi-Numminen.